# Hyophila perpusilla
Hyophila perpusilla är en bladmossart som beskrevs av Thériot och Trabut 1930. Hyophila perpusilla ingår i släktet Hyophila och familjen Pottiaceae. Inga underarter finns listade i Catalogue of Life.